# Teodora Guérin
Teodora Guérin, nacida Anne-Thérèse Guérin (Étables-sur-Mer, Bretaña, 2 de octubre de 1798 – Condado de Vigo, Indiana, 14 de mayo de 1856) fue una religiosa francesa, fundadora de la congregación de las Hermanas de la Providencia de Saint Mary-of-the-Woods. 
Fue beatificada por el papa Juan Pablo II en octubre de 1998 y canonizada el 15 de octubre de 2006 por el papa Benedicto XVI.